# Torrenticola anomala
Torrenticola anomala är en kvalsterart som först beskrevs av Koch 1837.  Torrenticola anomala ingår i släktet Torrenticola och familjen Torrenticolidae. Inga underarter finns listade i Catalogue of Life.